# D-Frag!
D-Frag! (ディーふらぐ!?, Diifuragu!), altresì noto come D-Fragments, è un manga comico scritto e disegnato da Tomoya Haruno, serializzato sul Monthly Comic Alive di Media Factory dal 26 luglio 2008. Un adattamento anime, prodotto dalla Brain's Base, è stato trasmesso in Giappone tra il 6 gennaio e il 24 marzo 2014.

## Trama
Lo studente Kenji Kazama dell'accademia Fujō è il capo di un piccolo gruppo di delinquenti, che pianifica di sconfiggere le altre bande locali per la conquista del territorio scolastico. Tuttavia Kenji si ritrova ben presto costretto ad unirsi al club di creazione giochi della scuola, formato da un quartetto di ragazze strane che lo fanno impazzire continuamente con le loro eccentricità. Per quanto tenti di allontanarsi il più possibile dal club, egli finisce per imbattersi sempre non solo nei suoi membri, ma anche in altri studenti, tutti dotati di personalità altrettanto particolari.

## Media

### Manga
La serie, scritta e disegnata da Tomoya Haruno, ha iniziato la serializzazione sulla rivista Monthly Comic Alive di Media Factory il 26 luglio 2008. Il primo volume tankōbon è stato pubblicato il 23 febbraio 2009 e al 23 settembre 2020 ne sono stati messi in vendita in tutto quindici.

#### Volumi
| Nº | Data di prima pubblicazione                 | Data di prima pubblicazione                                                         | Data di prima pubblicazione |
| Nº | Giapponese                                  | Giapponese                                                                          |                             |
| -- | ------------------------------------------- | ----------------------------------------------------------------------------------- | --------------------------- |
| 1  | 23 febbraio 2009                            | ISBN 978-4-8401-2533-8                                                              |                             |
| 2  | 23 ottobre 2009                             | ISBN 978-4-8401-2929-9                                                              |                             |
| 3  | 23 luglio 2010                              | ISBN 978-4-8401-3347-0                                                              |                             |
| 4  | 23 febbraio 2011                            | ISBN 978-4-8401-3758-4                                                              |                             |
| 5  | 22 dicembre 2011                            | ISBN 978-4-8401-4078-2                                                              |                             |
| 6  | 23 ottobre 2012                             | ISBN 978-4-8401-4734-7                                                              |                             |
| 7  | 10 agosto 2013                              | ISBN 978-4-8401-5302-7                                                              |                             |
| 8  | 21 dicembre 2013                            | ISBN 978-4-04-066146-9                                                              |                             |
| 9  | 23 settembre 2014 (ed. regolare & speciale) | ISBN 978-4-04-066848-2 (ed. regolare) ISBN 978-4-04-066554-2 (ed. speciale con OAV) |                             |
| 10 | 19 settembre 2015                           | ISBN 978-4-04-067803-0                                                              |                             |
| 11 | 22 ottobre 2016                             | ISBN 978-4-04-068587-8                                                              |                             |
| 12 | 23 agosto 2017                              | ISBN 978-4-04-069441-2                                                              |                             |
| 13 | 23 agosto 2018                              | ISBN 978-4-04-065052-4                                                              |                             |
| 14 | 23 agosto 2019                              | ISBN 978-4-04-064026-6                                                              |                             |
| 15 | 23 settembre 2020                           | ISBN 978-4-04-065922-0                                                              |                             |

### Anime
La serie televisiva anime, prodotta dalla Brain's Base e diretta da Seiki Sugawara, è andata in onda dal 6 gennaio al 24 marzo 2014. Le sigle di apertura e chiusura sono rispettivamente Stalemate! (すているめいと!?, Suteirumeito!) delle Iosys jk Girls e Minna no namae o irete kudasai (ミンナノナマエヲイレテクダサイ? lett. "Inserite i vostri nomi per favore") di Kana Hanazawa, Shizuka Itō e Aki Toyosaki. In America del Nord la serie è stata concessa in licenza alla Funimation, mentre in Australia e Nuova Zelanda i diritti di streaming sono stati acquistati da AnimeLab. Un episodio OAV è stato pubblicato insieme al nono volume del manga il 23 settembre 2014.

#### Episodi
| Nº  | Titolo italiano (traduzione letterale) Giapponese 「Kanji」 - Rōmaji                                                                          | In onda           | In onda |
| Nº  | Titolo italiano (traduzione letterale) Giapponese 「Kanji」 - Rōmaji                                                                          | Giapponese        |         |
| 1   | La brigata Kazama! 「風間一派だ!」 - Kazama ippa da!                                                                                          | 7 gennaio 2014    |         |
| 2   | Accidenti a te, finto club di creazione giochi!! 「おのれニセゲーム製作部め!!」 - Onore nisegēmu seisakubu me!!                               | 13 gennaio 2014   |         |
| 3   | Festival della libertà dell'accademia Fujō, aka festival FuF 「府上学園フリーダム祭。通称フフ祭」 - Fujō gakuen furīdamu-sai. Tsūshō fufu-sai | 20 gennaio 2014   |         |
| 4   | La banda dei quattordici demoni!! 「あれは魔の十四楽団!!」 - Are wa ma no jūyon gakudan!!                                                     | 27 gennaio 2014   |         |
| 5   | Cosa? La tua sorellina ti prepara il pranzo?! 「何ー!? 妹に弁当を!?」 - Nanī!? Imōto ni bentō o!?                                             | 3 febbraio 2014   |         |
| 6   | Siamo in un triangolo amoroso! 「恋の三角関係ってことですね!」 - Koi no sankaku kankei tte koto desu ne!                                      | 10 febbraio 2014  |         |
| 7   | Questo è barare!! 「汚なっーーー!!」 - Kitana!!                                                                                               | 17 febbraio 2014  |         |
| 8   | A me piaceva in pixel art... 「あのドットがよかったのに…」 - Ano dotto ga yokatta no ni…                                                      | 24 febbraio 2014  |         |
| 9   | Esatto, sono la sua sorellina 「そうだよ、あいつの妹だよ」 - Sō da yo, aitsu no imōto da yo                                                   | 3 marzo 2014      |         |
| 10  | Tama, è da tempo che non ci si vede 「タマ先輩、お久しぶり」 - Tama-senpai, ohisashiburi                                                      | 10 marzo 2014     |         |
| 11  | Qual è la mia mossa segreta? 「秘技ってなに?」 - Higi tte nani?                                                                               | 17 marzo 2014     |         |
| 12  | Di questo passo avrai zero amici per tutta l'eternità 「このままだと友達永遠にゼロ人だよぉ」 - Kono mama da to tomodachi eien ni zero-nin yo  | 24 marzo 2014     |         |
| OAV | Water!! 「ウォーター！！」 - Wōtā!! | 23 settembre 2014 |         |